# 事件
事件（じけん）とは、 
1. 事柄、事項（日本の広辞苑では1番目に挙げている[1]）。
2. （行政用語・法令用語）事柄・案件のこと。官公庁におけるある種の個別の手続を「事件」と呼び事件番号を付すなどして管理されることがある。住民票の請求、情報公開請求、許可申請、戸籍訂正申立て、損害賠償請求、犯罪捜査など、いずれも事件である。裁判実務上は、訴訟事件の略としても使用される。 → #行政用語・法令用語を参照。
3. （意外な）できごと、もめごと[1]。争い・犯罪・騒ぎ・事故など、人々の関心をひく出来事[2]。これについては、岩波国語辞典は「人々の話題になるようなものを指すことが多い」との解説文を付している。[3]。 → #もめごとを参照。

## 概説
日本語の「事件」という語は、事（こと。「事柄」の「事」の字）、および「件」（「案件」などの「件」の字）から構成されている。

## 行政用語・法令用語
- 届出事件 → 住民課への届出（戸籍法）
出生届・死亡届、婚姻届・離婚届、転籍届・入籍届など
戸籍訂正申立事件など
- 事件→警察の捜査対象となる案件、および立件後の一般名称。結果として犯罪性があると認められた出来事。暴力、強盗、殺人などが起きたできごとを（ひとつのまとまりとして）扱うための一般的名称。
- 刑事事件：刑法に基づいて扱うようなことがら。各国の立法府が国内の秩序安定のため刑罰法規に定めた禁止行為を行う事を犯罪と言い、警察などの捜査機関が犯罪を覚知した場合に事件化する。証拠隠滅の恐れがある場合、警察などの捜査機関が個人の身柄拘束を行うこともある。検察官により起訴され有罪判決が出た場合、被告人には刑罰が言い渡され、前科が付く[4]。→刑事訴訟
- 民事事件：民法に基づいて扱うようなことがら。私人間の紛争について、裁判を通して私人間の権利関係を明確にする事件。たとえば損害賠償請求事件などがある。→民事訴訟
- 非訟事件:私人間の生活関係（民事・商事）の事柄を訴訟手続(民事訴訟)ではなく、簡易な手続で処理した民事事件のこと[5]。
- 行政事件 → 行政事件訴訟
- 犯則事件 → 国税通則法

など

## もめごと
概説でも説明したように、一般の人々が読んだり聞いたりする文章では特定のこと（裁判沙汰になるようなこと、特に大きなもめごと）ばかりが選択的に提示されているので、一般人は次のようなことを（漠然と）「事件」だとしている。
- 大きなあらそいごと
- 人々の関心を集めるような、争いごと・犯罪・騒ぎ・事故など
  - 訴訟（になるような）事件
  - （特に大きな）交通事故
  - （特に大きな）火災
  - 横領
  - 詐欺
  - 暴力
  - 殺人

推理小説・ミステリーが好きな人などが特に興味を示すのは次のような「事件」。
- 未解決事件